# Longicrusavis
Longicrusavis é um gênero de ave fóssil do período Cretáceo Inferior da formação Yixian de Liaoning , China. Ah uma única espécie descrita para o gênero Longicrusavis houi.